# Old (film)
Old är en amerikansk thrillerfilm från 2021, skriven, regisserad och producerad av M. Night Shyamalan. Den är baserad på den franskspråkiga schweiziska romanen Sandcastle av Pierre Oscar Levy och Frederik Peeters. Filmen handlar om en grupp människor som, avkopplande på en avskild strand, upptäcker att de åldras för snabbt.
Shyamalan bestämde sig för att skapa filmen efter att ha fått romanen Sandcastle i farsdagspresent.
Filmen hade biopremiär i Sverige den 23 juli 2021, utgiven av Universal Pictures.

## Rollista (i urval)
- Gael García Bernal – Guy Cappa
- Vicky Krieps – Prisca Cappa
- Rufus Sewell – Charles
- Alex Wolff – Trent Cappa
  - Emun Elliott – Trent Cappa som vuxen
- Thomasin McKenzie – Maddox Cappa
  - Embeth Davidtz – Maddox Cappa som vuxen
- Abbey Lee – Chrystal
- Nikki Amuka-Bird – Patricia Carmichael
- Ken Leung – Jarin Carmichael
- Eliza Scanlen – Kara